# Hof Marstadt
Hof Marstadt ist ein Wohnplatz auf der Gemarkung des Lauda-Königshofener Stadtteils Messelhausen im Main-Tauber-Kreis im fränkisch geprägten Nordosten Baden-Württembergs.

## Geographie
Hof Marstadt liegt etwa ein Kilometer südsüdöstlich von Messelhausen auf der Messelhäuser Hochfläche. Weitere umgebende Orte sind Oberbalbach nach etwa 3 Kilometern im Süden und Deubach nach etwa 2,5 Kilometern im Südwesten.

## Geschichte
Der Ort wurde im Jahre 1058 erstmals urkundlich als Morstat erwähnt. Damals wurde der Ort wohl als altes Zubehör von Königshofen durch König Heinrich IV. an einen Adligen namens Rupert zu eigen gegeben. Im Jahre 1260 wurde von den von Schüpf zu Lehen gehender Besitz durch die von Oberbalbach an das Kloster Schöntal verkauft. Zwischen 1320 und 1330 ist ein Gerhard von Marstadt, später Besitz des Würzburger Klosters St. Stephan bezeugt. Spätestens seit dem Ende des 14. Jahrhunderts weist Marstadt eine gemeinsame Geschichte mit Messelhausen auf.
Auf dem Messtischblatt Nr. 6424 „Königshofen“ von 1881 war der Ort als Marstadt mit acht Gebäuden verzeichnet.
Der Wohnplatz kam im Rahmen der Gebietsreform in Baden-Württemberg als Teil der ehemals selbständigen Gemeinde Messelhausen am 1. Januar 1972 gemeinsam mit Deubach und Sachsenflur zur Stadt Königshofen. Am 1. Januar 1975 vereinigte sich wiederum die Stadt Königshofen Lauda mit der Stadt Lauda und der Gemeinde Unterbalbach zur Stadt Lauda-Königshofen. Weitere ehemals selbstständige Gemeinden kamen hinzu.

## Kultur und Sehenswürdigkeiten

### Kulturdenkmale
Kulturdenkmale in der Nähe des Wohnplatzes sind in der Liste der Kulturdenkmale in Lauda-Königshofen verzeichnet.

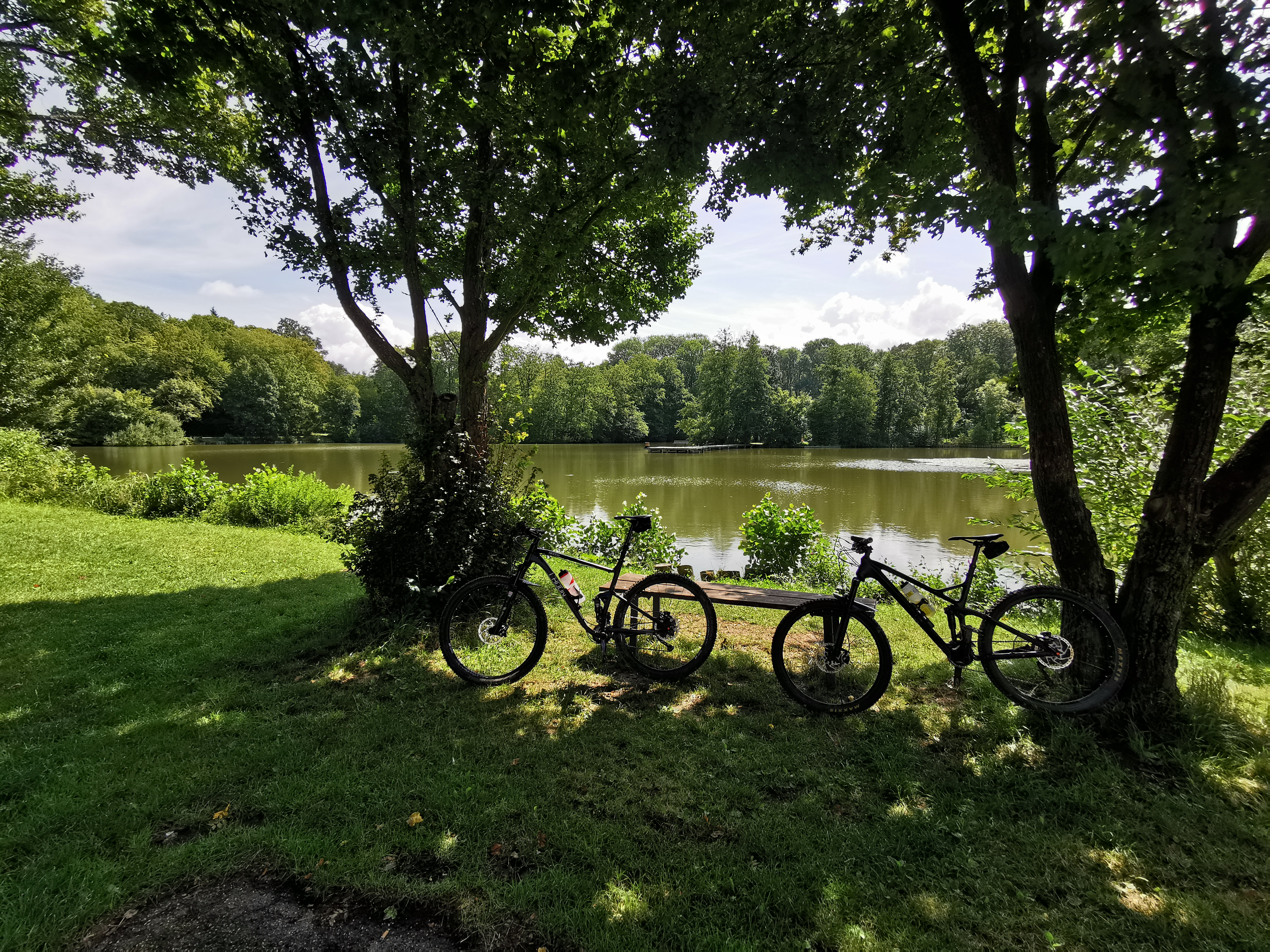
Blick auf den Marstadter See, 2019

- Auf einem Messtischblatt von 1881 ist in etwa 350 Meter Entfernung zu den Gebäuden des Wohnplatzes eine Capelle verzeichnet[2]

### Marstadter See
Der Marstadter See wurde bereits vor mehreren Jahrhunderten südöstlich des Lauda-Königshofener Weilers Hof Marstadt angelegt.

## Verkehr
Der Ort ist über zwei von der K 2800 abzweigende Wirtschaftswege zu erreichen.